# Firmo
Firmo est une commune italienne de la province de Cosenza, dans la région Calabre. Ses habitants sont appelés les firmensi.

## Administration
| Période                                  | Période | Identité                  | Étiquette | Qualité |
| ---------------------------------------- | ------- | ------------------------- | --------- | ------- |
|                                          |         | Antonio Salvatore Palermo |           |         |
| Les données manquantes sont à compléter. |         |                           |           |         |

### Communes limitrophes
Altomonte, Lungro, Saracena

## Personnalités liées à Firmo
- Salvatore Frega